# Vanderhorstia kizakura
Vanderhorstia kizakura és una espècie de peix de la família dels gòbids i de l'ordre dels perciformes.

## Morfologia
- Les femelles poden assolir 3,49 cm de longitud total.[4]

## Hàbitat
És un peix marí, de clima subtropical i demersal que viu entre 30-60 m de fondària.

## Distribució geogràfica
Es troba al Japó: les Illes Ryukyu i la costa sud-occidental de Shikoku.